# Jean Pierre Mvuyekure
Jean Pierre Mvuyekure (ur. 28 lipca 1984) – rwandyjski lekkoatleta, długodystansowiec, olimpijczyk z Londynu.
Zawodnik reprezentował swój kraj na igrzyskach w Londynie, startował w maratonie mężczyzn i zajął 79 miejsce z czasem 2:30:19.

## Rekordy życiowe
| Dystans              | Wynik (s) | Miejsce  | Data          |
| -------------------- | --------- | -------- | ------------- |
| bieg na 10000 metrów | 29:03.73  | Grosseto | 14 lipca 2004 |
| bieg maratoński      | 2:17:32   | Rzym     | 18 marca 2012 |